# Delosperma brevipetalum
Delosperma brevipetalum är en isörtsväxtart som beskrevs av L. Bol.. Delosperma brevipetalum ingår i släktet Delosperma, och familjen isörtsväxter. Inga underarter finns listade i Catalogue of Life.